# Kerepestarcsa
Kerepestarcsa Pest megyei nagyközség volt a budapesti agglomerációban, amely 1978. december 31-én jött létre Kerepes és Kistarcsa községek egyesítésével. A rendszerváltást követően többszöri kezdeményezésre is sikertelenül zárult a kettészakadásról indított népszavazás, végül 1994-ben a lakosság válás mellett döntött, ezért az önkormányzati választás napjától (1994. december 11.) ismét különvált. Kistarcsa 2005-ben, Kerepes 2013-ban városi rangot kapott.
A Kerepestarcsán áthaladó gödöllői HÉV vonalán Kistarcsa megállóhely és Kerepes állomás 1979–1989 között Kerepestarcsa alsó, illetve Kerepestarcsa felső nevet viselte. 1982–1989 között Kistarcsa, kórház megállóhely neve pedig Kerepestarcsa, kórház volt. A névváltoztatások Zsófialiget és Szilasliget megállóhelyeket nem érintették.

## Közélete
Tanácselnökei
- 1978–1982: Vicsotka Gyuláné[7][8]
- 1982–1990: Vassné Nyéki Ilona[9][10]

Polgármestere
- 1990–1994: Rapavi József (pártállása nem ismert)[11][12][13]

A település 1994-es szétválása után Rapavi József Kistarcsa polgármestereként tevékenykedett tovább – több jobboldali-konzervatív párt támogatásával –, míg Kerepes vezetésével Tóth Lajos szocialista polgármestert bízták meg.